# Золов, Алексей Ильич
Алексей Ильич Золов - советский хозяйственный, государственный и политический деятель.

## Биография
Родился в 1906 году в Пинске. Член ВКП(б) с 1930 года.
С 1920 года - на хозяйственной, общественной и политической работе. В 1920-1971 гг. — чернорабочий-грузчик станции Гомель, грузчик товарного двора станции Минск, выпускник Ленинградского политехнического института, инженер-электрик, главный механик и директор станкостроительного завода имени Кирова, директор станкостроительного завода в городе Клин, директор станкостроительного завода имени Кирова в городе Минске, секретарь Минского горкома КП(б)Б, заместитель Председателя Совета Министров Белорусской ССР, министр лёгкой и пищевой промышленности, министр промышленности пищевых товаров Белорусской ССР, секретарь ЦК КП Белоруссии, начальник Совета народного хозяйства Белорусской ССР, первый заместитель, заместитель Председателя Совета Министров Белорусской ССР.
Избирался депутатом Верховного Совета СССР 5-го созыва.
Умер в 1989 году.